# حمام الصالحين
حمام الصالحين (بالإنجليزية: Hammam Essalihine)‏ هو حمام روماني يعود إنشاءه إلى ماقبل عشرين قرن كإنجاز ومعلم للعهد الفلافيني المؤسس 69 م.

## الموقع

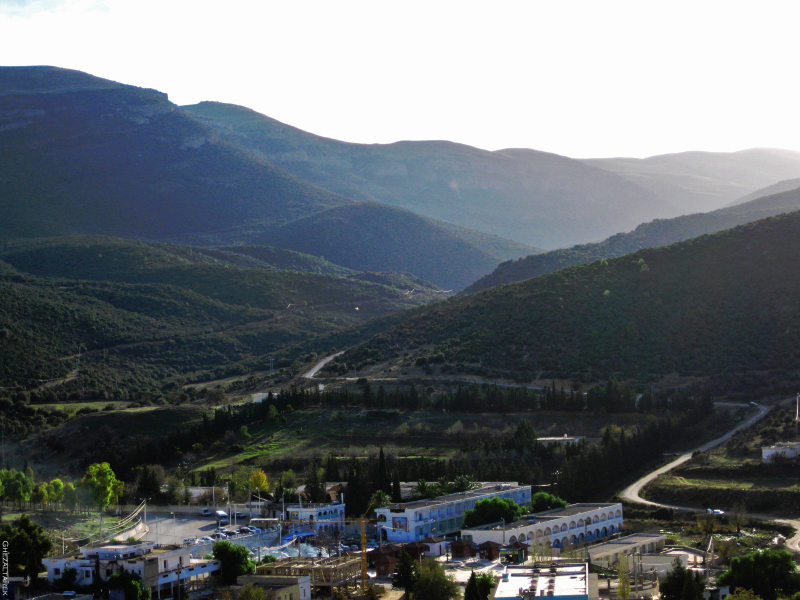
مركب حمام الصالحين

يوجد حمام الصالحين على بعد 6 كم من مدينة خنشلة التي تقع بالشرق الجزائري وتبعد عن العاصمة الجزائر ب 545 كلم والاسم الروماني للمدينة هو ماسكولة، وتتواجد بجبال الأوراس بالضبط ببلدية الحامة وكانت المنطقة في القديم تعرف بنوميديا.[بحاجة لمصدر]

## التاريخ

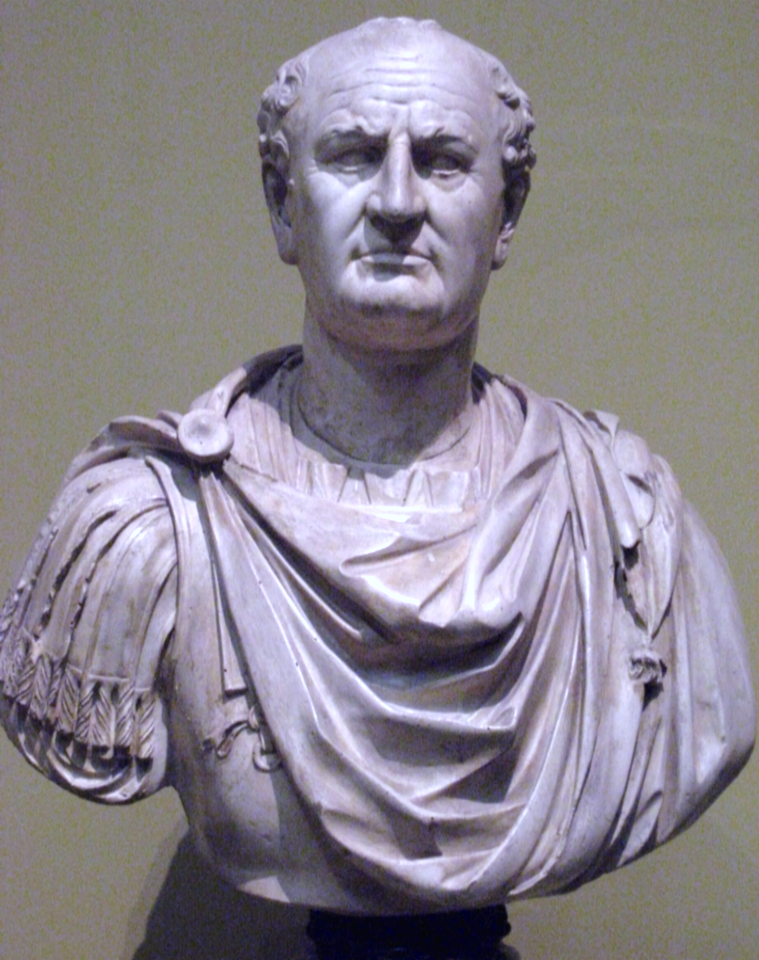
الإمبراطور فسبازيان

استنادا إلى المنقوشات المكتشفة هذا المركب قد تم تشييده أو إعادة إستغلاله في الفترة الفلافيانية خلال حكم الإمبراطور فلافيان
شيد حمام الصالحين في الحقبة الفلافيانية كما تدل على ذلك تسميته، وهي فترة حكم الإمبراطور الروماني: تيتوس فلافيوس فسباسيانوس.
اسس الإمبراطور فسباسيان حقبة جديدة في تاريخ روما عرفت في مدى التاريخ بالحقبة الفلافيانة. حيث تميزت فترة حكم الإمبراطور بالازدهار والتطور.[بحاجة لمصدر]

## العمارة

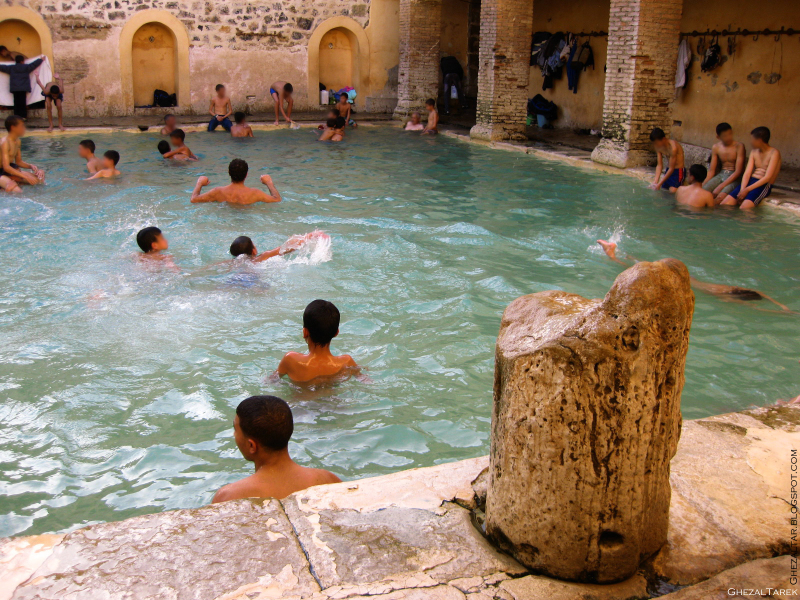
حمام مستغل للسباحة

- حمام الصالحين عبارة عن صرح لإستغلال المياه الجوفية الحارة والباردة. استعملت الحجارة في بناءه.

يتكون من تشكيلة مختلفة من المسابح، أهمها[بحاجة لمصدر]:
- المسبح المستطيل، طوله 14م عرضه 10م ,و عمقه 1م و45سم. محاط بأعمدة.
- المسبح الدائري، قطره 8م وعمقه 1م و45سم. كان مغطى بقبة.
- ثلاث غرف تحتوي كلها على أربع مسابح.
- طور حمام الصالحين في الفترة الإستعمارية الفرنسية حيث تم بناء غرف للإستحمام وأخرى للمبيت. وببعد الاستقلال قامت الدولة الجزائرية ببناء مركب عصري للإستحمام كما انشأت مرافق أخرى مثل الفنادق والمطاعم.[بحاجة لمصدر]

يُقال أنَّه يشفي العـديد من الأمراض لما تمثله نوعية المياه الحارة المعدنية الخارجة من باطن الأرض، فلقد كان مركزًا للراحة والاستجمام للعـديد من الــملوك وقادة الجيوش الرومانية.[بحاجة لمصدر]

## معرض الصور

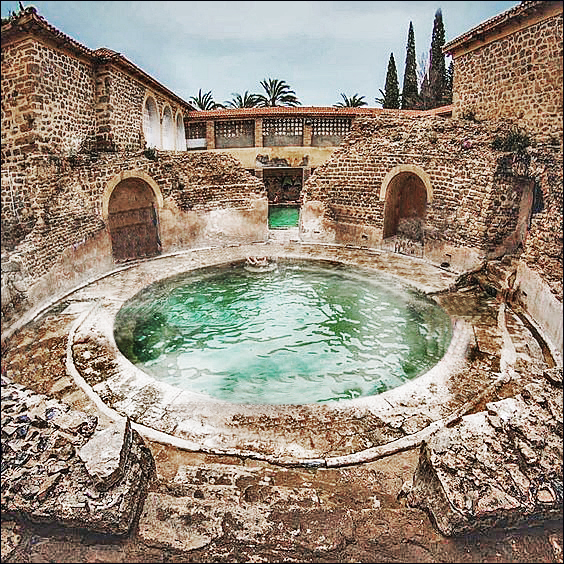
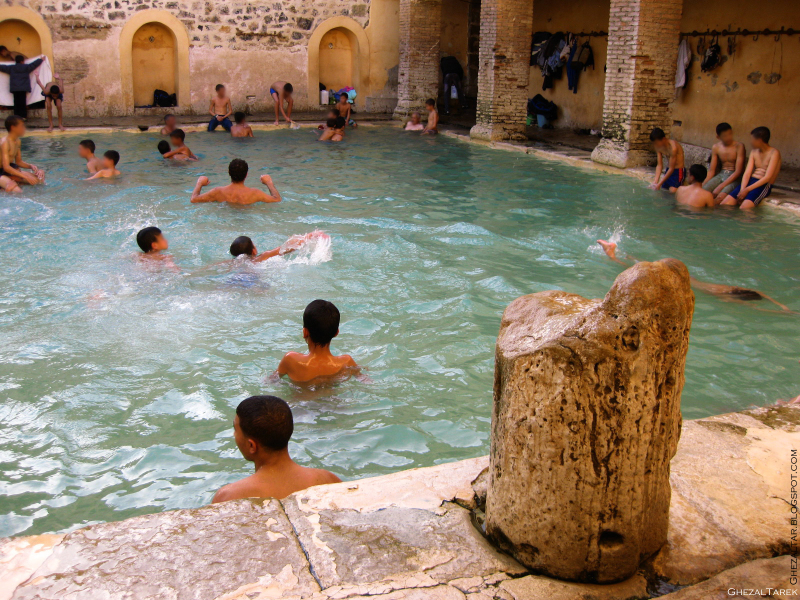
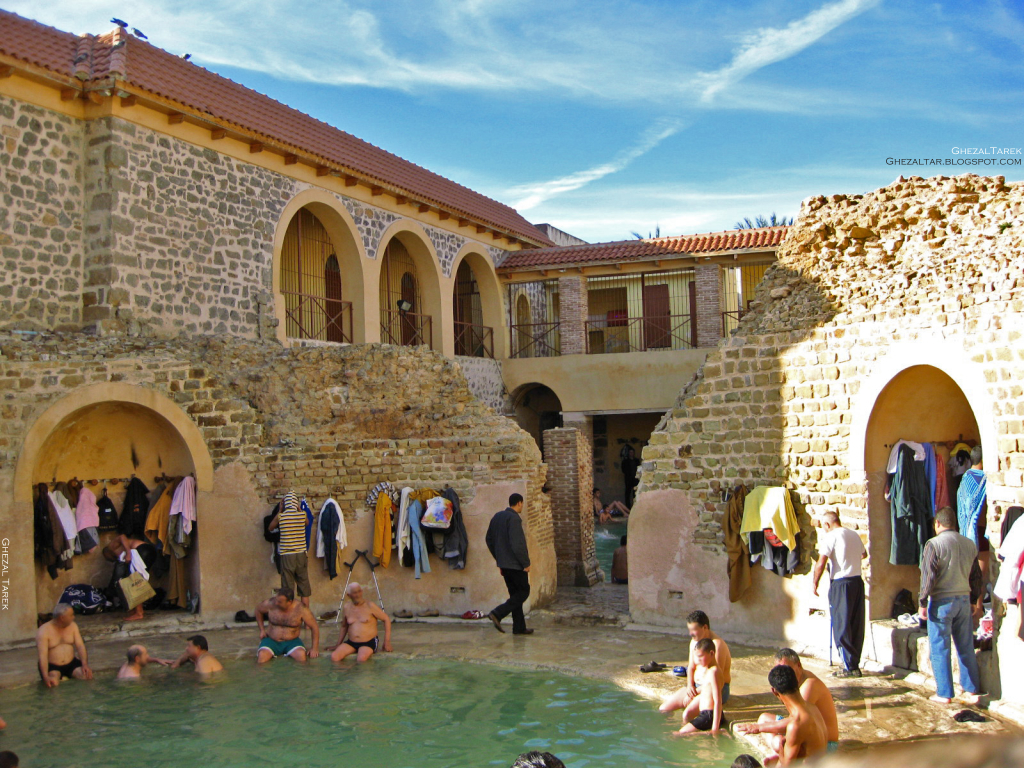

## وصلات خارجية
Aquae Flavianae ل Ghezaltar 
صور حديثة للمركب